# Al-Ittihad Alexandria
Al-Ittihad Alexandria, ook wel afgekort tot slechts Al-Ittihad, is een Egyptische voetbalclub uit Alexandrië. De club werd in 1914 opgericht.

## Erelijst
Nationaal
- Beker van Egypte: (6)

Winnaar: 1926, 1936, 1948, 1963, 1973, 1976

## Bekende (oud-)spelers
- Hossam Hassan
- Toni Silva

## Bekende (oud-)trainers
- Hossam Hassan